# Rein Tubin
Rein Tubin (Tartu 2 de desembre de 1932 - Solna, 22 d'octubre de 1988) va ser un director d'orquestra, trombonista i enginyer estonià.
Rein Tubin era fill de Eduard Tubin, compositor i director d'orquestra, i de la seva primera esposa, Linda Tubin, actriu i cantant. Els seus pares es van divorciar i el seu pare es va tornar a casar el 1941. Rein Tubin vivia principalment amb la família de la mare, però el 1944, quan el seu pare, amb la segona esposa —la ballarina estoniana Erika Tubin— i el fill del segon matrimoni —Eino— van haver d'exiliar-se a causa de l'ocupació russa d'Estònia, va marxar amb ells. El dia que Eduard Tubin i la seva nova família s'embarcaven cap a Suècia, la mare de Rein Tubin va anar al port amb el seu fill i va demanar al pare del nen que se l'enduguessin també a ell; temia que els russos l'agafessin com a ostatge en saber que el pare havia fugit.
Va estudiar violí (amb Hugo Schütz) i piano (amb Olav Roots) de petit, i després trombó. El 1944 va fugir amb el seu pare Eduard Tubin, la madrastra Erika Tubin i el mig germà Eino Tubin a Suècia.
El 1949 va fundar l'orquestra de swing Blue Devils a Estocolm on tocava el contrabaix.
Durant els anys 1976–1988 va ser director del cor masculí d'Estocolm (1976 – 1982 juntament amb el seu pare Eduard Tubin, 1982 – 1988 amb Lembit Leetmaa). També va dirigir cors masculins als festivals de la cançó d'Estònia a Suècia i a les celebracions del Dia Nacional d'Estònia a Estocolm.